# Edy Campagnoli
Edda Campagnoli, detta Edy (Milano, 12 giugno 1934 – Milano, 6 febbraio 1995), è stata una conduttrice televisiva e modella italiana, attiva in Rai nella prima fase dell'emittenza televisiva.
Fu anche interprete di fotoromanzi.

## Biografia
Cominciò la carriera di indossatrice nel secondo dopoguerra.
Nel 1953 rivestì per il Teatro alla Scala il ruolo di Venere ne La Vestale, con Maria Callas, per la regia di Luchino Visconti.
Esordì in televisione nel 1955 in un programma pomeridiano condotto da Elda Lanza dal titolo Vetrine; la grande occasione arrivò nel novembre dello stesso anno con Lascia o raddoppia?, un'occasione vissuta però con discrezione e riservatezza. Soprannominata "la valletta muta", si limitava ad accompagnare i concorrenti e a porgere le buste, il tutto senza alcun accenno di protagonismo, ma piuttosto con grazia ed eleganza.
Dopo la conclusione del telequiz, fece ancora qualche breve apparizione in Musica alla ribalta, Controcanale e Tigre contro tigre e un'esperienza cinematografica accanto a Luciano Tajoli in La voce che uccide (1956). Ricoprì anche un piccolo ruolo, come membro della commissione giudicante i lettori del tg nell'episodio Il dentone interno al film I complessi, del 1965, con Alberto Sordi.
Nel 1957 incominciò la sua carriera come interprete di fotoromanzi per il settimanale Bolero Film, interpretando molti ruoli come protagonista accanto a noti attori quali Umberto Orsini, Gastone Moschin, Achille Togliani, Paolo Carlini, Mario Petri, Mario Valdemarin e Germano Longo.
Nel 1958 sposò il calciatore Lorenzo Buffon. Nel 1965 terminò anche la carriera come attrice di fotoromanzi.
Abbandonò definitivamente la carriera televisiva per dedicarsi alla moda dopo la nascita della figlia Patricia, avvenuta nel 1961. Nello stesso anno recitò insieme ad Alberto Lupo in una serie di sketch della rubrica pubblicitaria Carosello, testimonial del rasoio elettrico Sunbeam.
Nel 1971 riapparve sui teleschermi, la sera del 29 aprile, per sostituire Sabina Ciuffini, all'estero per impegni di lavoro, quale valletta di Mike Bongiorno in Rischiatutto. La si rivide anche nel 1979, nella prima puntata della riedizione di Lascia o raddoppia?, dove al fianco dello stesso Mike Bongiorno, sempre nelle vesti di conduttore, figurava la figlia Patricia.
Edy Campagnoli morì nella sua abitazione a Milano il 6 febbraio del 1995 per un ictus.

## Filmografia
- Totò lascia o raddoppia?, regia di Camillo Mastrocinque (1956)
- La voce che uccide, regia di Aldo Colombo (1956)
- I miliardari, regia di Guido Malatesta (1956)
- I complessi, epis. Guglielmo il dentone, regia di Luigi Filippo D'Amico (1965)
- Vacanza Mantovana, regia di Adolfo Baruffi e Giorgio Maioli - documentario (1956)[2]